# Marina Nemat
Marina Nemat (n. el 22 de abril de 1965 en Teherán) es la autora de sus memorias en las que relata cómo fue crecer en Irán, haber estado encarcelada en la prisión de Evín por pronunciarse en contra del gobierno iraní, haber escapado de una sentencia de muerte y finalmente haber huido a Canadá.

## Vida e historia
Nemat fue criada como rusa (cristiana ortodoxa) en Teherán. Su padre trabajó como profesor de baile y su madre como peluquera. Se encontraba cursando la secundaria cuando la monarquía de Mohamed Reza Pahlavi fue derrocada por la Revolución Islámica de 1979. Como estudiante, Marina se opuso a las políticas represivas del nuevo gobierno islámico, participó en manifestaciones y escribió artículos antirrevolucionarios en un periódico estudiantil. El 15 de enero de 1982, cuando tenía 16 años fue arrestada y encarcelada por sus opiniones en contra de la revolución. Fue torturada en la prisión de Evin, conocida por sus atrocidades en contra de prisioneros políticos, y sentenciada a muerte. 
No obstante, sobrevivió debido a que un guardia de la prisión de nombre Ali Moosavi la rescató. El usó sus conexiones para obtener la conmutación de su sentencia a cadena perpetua, a partir de la cual el planeaba obtener su liberación. Sin embargo, luego de cinco meses de estar encarcelada, quedó claro que Moosavi había criado un apego especial hacia ella y pretendía obligarla a casarse con él.
Bajo amenazas de persecución a su familia, y para garantizar su propia seguridad, se convirtió al Islam y se casó con Moosavi. En una entrevista en el famoso programa de la BBC “Woman´s Hour”, inicialmente transmitida en el 2007, Nemat describe su matrimonio con un hombre a quien odiaba y su experiencia de haber sido violada por él luego del matrimonio forzado. 
Después de 2 años, 2 meses y 12 días de permanecer en prisión, la familia de Moosavi obtuvo su liberación para que así pueda vivir con él como su esposa. Más adelante fue asesinado por una facción de guardias rivales.
Luego de eso, Nemat se casó con André Nemat, ingeniero eléctrico y su amor de adolescencia. Se casaron en una iglesia cristiana.
Escaparon a Canadá en 1991 y tienen dos hijos. Marina trabajó en la franquicia Aurora de restaurantes chalet suizos y escribió la historia de su vida en 78000 palabras. Ella sabía que muchas de las víctimas no querían hablar sobre sus suertes.
En el 2005 se publicó un artículo sobre sus experiencias en la revista Sunday Star. Su libro Prisionera de Teherán fue publicado en el 2007 por Penguin y ha sido publicada por 27 editores de todo el mundo.

## Premios
Marina Nemat fue galardonada con el primer Premio Dignidad Humana en diciembre de 2007, otorgado anualmente por el Parlamento Europeo y la Asociación Cultural Europa 2004. El Premio Dignidad Humana “celebra a organizaciones e individuos que trabajan por un mundo libre de intolerancia e injusticia social, un mundo donde los derechos humanos fundamentales sean respetados”. 
TEl Comité del premio indicó que Nemat fue elegida “gracias a su fortaleza de carácter a pesar de haber sufrido experiencias con profundos efectos en su vida”</ref>